# Provincia di La Unión
La provincia di La Unión è una provincia del Perù, situata nella regione di Arequipa.

## Geografia antropica

### Suddivisioni amministrative
È divisa in undici distretti:
- Alca
- Charcana
- Cotahuasi
- Huaynacotas
- Pampamarca
- Puyca
- Quechualla
- Sayla
- Tauría
- Tomepampa
- Toro